# Steinstraße 4 (Korschenbroich)

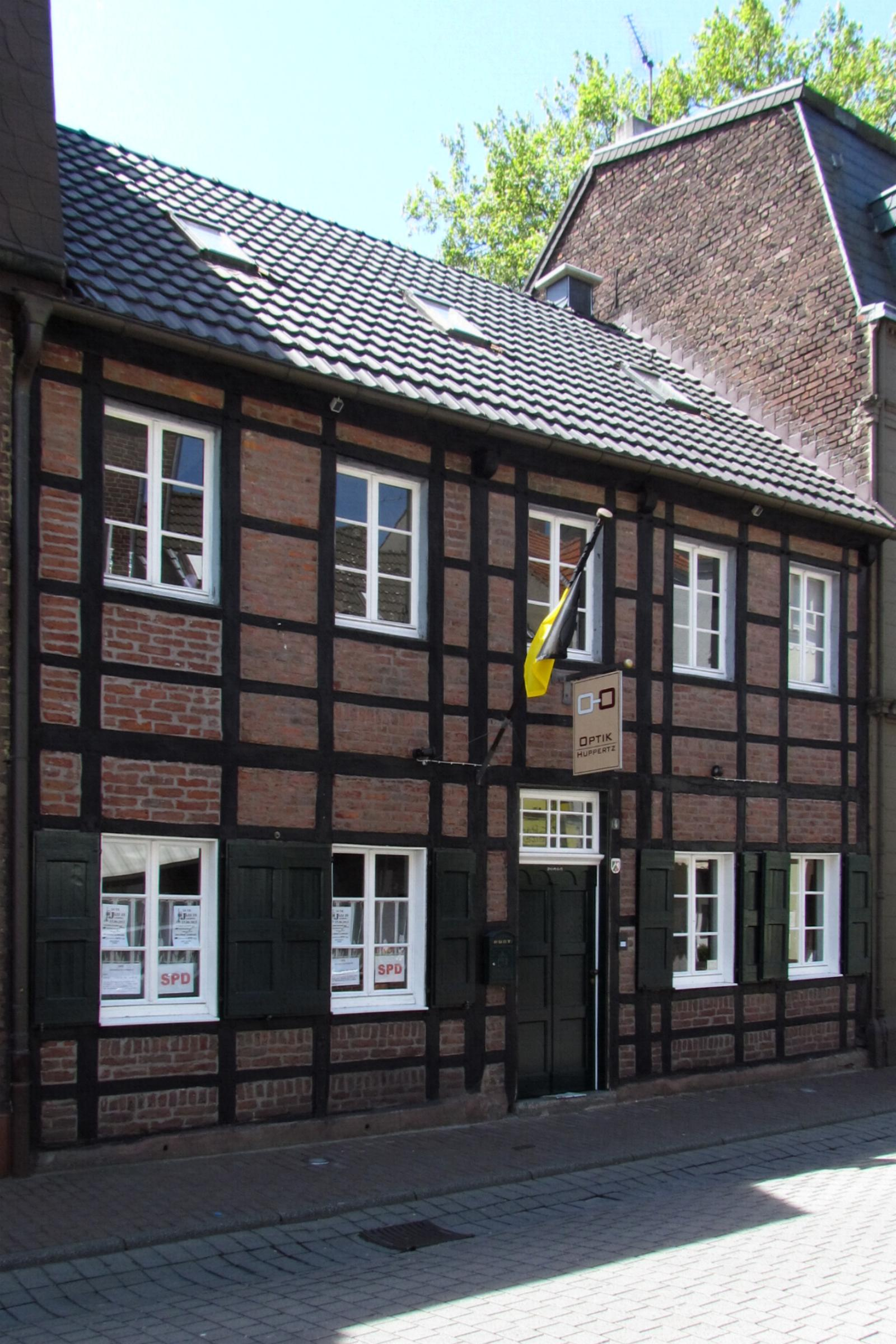
Wohnhaus

Das Wohnhaus Steinstraße 4 steht in Korschenbroich im Rhein-Kreis Neuss in Nordrhein-Westfalen.
Das Gebäude wurde Ende des 19. Jahrhunderts erbaut und unter Nr. 031 am 26. August 1985 in die Liste der Baudenkmäler in Korschenbroich eingetragen.

## Architektur
Es handelt sich um ein zweigeschossiges Haus in schlichter, regelmäßiger Fachwerkbauweise mit Mitteleingang in der Traufseite.